# آرنولد کازنوو
آرنولد کازنوو (انگلیسی: Arnold Cazenove؛ ۱۸ سپتامبر ۱۸۹۸ – ۲ آوریل ۱۹۶۹) فرد نظامی اهل بریتانیا بود. وی برندهٔ جوایزی همچون لژیون افتخار شده است.
گازنوو در سال ۱۹۱۶، در طول جنگ جهانی اول، کازنوو از سندهرست خارج شد و به عنوان ستوان دوم به گارد کلداستریم پیوست و در جبهه غربی در سال‌های ۱۹۱۷–۱۹۱۸ خدمت کرد. در گزارش‌ها از او نام برده شده است.
کازنوو در سال‌های ۱۹۲۲–۱۹۲۵ به عنوان آجودان گردان دوم، گارد کلداستریم، خدمت کرد و در سال‌های ۱۹۲۶–۱۹۲۹ در ستاد ناحیه لندن بود. او در سال ۱۹۳۳ به درجه سرگردی ارتقا یافت و به عنوان سرتیپ سرتیپ در تیپ گارد (۱۹۳۳–۱۹۳۶) و افسر فرمانده انبار گارد (۱۹۳۷) منصوب شد. در سال ۱۹۳۹ به درجه سرهنگ دومی ارتقا یافت و فرماندهی گردان اول، گارد کلداستریم را بر عهده گرفت.
در سپتامبر ۱۹۳۹، در طول جنگ جهانی دوم، این گردان، بخشی از تیپ هفتم گارد از لشکر سوم پیاده‌نظام، به فرماندهی سرلشکر برنارد مونتگومری، برای پیوستن به نیروی اعزامی بریتانیا به فرانسه اعزام شد. در طول حمله آلمان به فرانسه و بلژیک در ماه مه ۱۹۴۰، این گردان در عملیات‌های تأخیری در امتداد کانال ایپر-کومین جنگید و سپس از دانکرک تخلیه شد.[۴]
لشکر ۳ پیاده اولین تشکیلات نیروی اعزامی ارتش بریتانیا بود که برای دفاع از جنوب شرقی انگلستان مجدداً تجهیز شد. بعداً در همان تابستان (۱۸ اوت)، کازنوو با درجه سرتیپ موقت به فرماندهی تیپ هفتم گارد منصوب شد. در ۱۵ سپتامبر ۱۹۴۱، ستاد فرماندهی او به گروه پشتیبانی گارد (یک تشکیلات عمدتاً توپخانه‌ای که از لشکر زرهی گارد پشتیبانی می‌کرد) تغییر نام داد و تیپ هفتم گارد دیگر وجود نداشت. کازنوو تا ۱۰ اکتبر در سمت فرماندهی باقی ماند و سپس یک افسر توپخانه جایگزین او شد.
کازنوو سپس از ۱۰ اکتبر به عنوان فرمانده تیپ ۷۳ پیاده و از ۳۰ نوامبر ۱۹۴۱ به عنوان فرمانده منطقه ساحلی کورنوال منصوب شد؛ بنابراین او نقش دوگانه فرماندهی واحدهای نیروی میدانی برای نقش متحرک و واحدهای ثابت برای دفاع از نقاط آسیب‌پذیر را بر عهده داشت. در دسامبر ۱۹۴۲، تیپ ۷۳ گردان‌های پیاده‌نظام خود را از دست داد و به سادگی به منطقه ساحلی کورنوال منصوب شد. سپس، کازنوو از ۱۳ آوریل ۱۹۴۳ تا ۳۱ اوت ۱۹۴۴ که منحل شد، فرماندهی تیپ ۱۴۰ (چهارم لندن) در لشکر ۴۷ پیاده‌نظام (لندن) را که یک تشکیلات ذخیره بود، بر عهده داشت.
به خاطر خدمت جنگی‌اش، نام کازنوو در گزارش‌ها ذکر شده بود، به او نشان لژیون لیاقت آمریکا اعطا شده بود و به عنوان فرمانده نشان اورنج-ناسائو برگزیده شده بود. او از سال ۱۹۴۷ تا ۱۹۵۰ معاون فرمانده ناحیه آلدرشات بود، در سال ۱۹۴۸ به درجه سرتیپ ارتقا یافت و در سال ۱۹۵۰ بازنشسته شد.